# Tai-Pan (romanzo)
Tai-Pan è un romanzo storico del 1966 scritto da James Clavell. Esso costituisce il secondo capitolo in ordine cronologico della Saga asiatica dell'autore. Il romanzo racconta la storia di commercianti europei e americani che si trasferirono a Hong Kong in seguito alla fine della prima guerra dell'oppio. Tra questi è Dirk Struan, soprannominato Tai-Pan, "capo supremo", un uomo d'affari scozzese che si trasferisce a Hong Kong nel 1842.

## Trama
Il romanzo inizia dopo la vittoria degli inglesi nella prima guerra dell'oppio e alla conquista di Hong Kong. Nonostante l'isola sia abitata solo da poveri pescatori e sfavorevole all'insediamento dell'uomo, la presenza di un grande porto naturale convince il governo inglese e numerose compagnie commerciali a stanziarvisi per condurre i commerci con la Cina da una base sicura. Tra gli avventurieri e commercianti che si trasferiscono nel nuovo possedimento c'è Dirk Struan, un uomo d'affari scozzese a capo della compagnia commerciale Nobil Casa, la maggiore di tutta l'Asia. I suoi commerci di oppio e argento arrivavano fino all'Europa. A causa della sua posizione Dirk si fa numerosi nemici, che tentano in ogni modo di ostacolarlo e di prenderne il posto. Egli riesce a evitare tutti gli attentati, fino a quando non muore, travolto da un uragano. A questo punto suo figlio Culum, che si era sempre mostrato ostile all'attività paterna, prende le redini della compagnia e continua sul percorso tracciato dal padre.

## Adattamenti
Dal romanzo fu tratto nel 1986 il film Tai-Pan, diretto da Daryl Duke e interpretato da Bryan Brown e Joan Chen.
Nel 1987 è uscito il videogioco Tai-Pan per diversi modelli di home computer.

## Edizioni italiane
La traduzione italiana del romanzo è incompleta: mancano elementi importanti come la storia delle quattro monete, che sarà centrale nel resto della Saga Asiatica, specie ne La nobil casa.
- Tai-Pan, traduzione di Carlo Emanuele Gallotti, Milano, Rizzoli, giugno 1969,  p. 693.
- Tai-Pan, traduzione di Carlo Emanuele Gallotti, Milano, Sonzogno, 1979.
- Tai-Pan, traduzione di Carlo Emanuele Gallotti, Collana I Grandi Tascabili n.40, Milano, Bompiani, 1985,  p. 692, ISBN 88-452-4586-1. - Collana Tascabili narrativa, Milano-Firenze, 2018, ISBN 978-88-452-9759-5.